# David Glacier
David Glacier är en glaciär i Antarktis. Den ligger i Östantarktis. Nya Zeeland och Australien gör anspråk på området. David Glacier ligger 1 046 meter över havet.
Terrängen runt David Glacier är lite kuperad, och sluttar brant österut. Trakten är obefolkad. Det finns inga samhällen i närheten.